# Oszaka Lover
Az Oszaka Lover (大阪LOVER; Hepburn: Osaka Lover, ’Oszaka-imádó’) a Dreams Come True japán popegyüttes harmincnyolcadik kislemeze, mely 2007. március 7-én jelent meg a Nayutawave Records gondozásában. A kiadvány a hetedik helyet érte el a japán Oricon heti eladási listáján, melyen harminc hetet töltött el. A lemezből 2021. január 31-ig 750 000 példányt adtak el Japánban.

## Számlista
Hangszerelés: Nakamura Maszato / ének-hangszerelés: Josida Miva
1. Oszaka Lover (大阪LOVER?)
(zene és szöveg: Josida Miva)
  - A dal szövege egy távkapcsolatban élő pár életét mutatja be, a nő szemszögéből. A szöveg oszakai dialektusban íródott, azonban mivel a főhősnő nem oszakai, ezért nyelvjárása természetellenes.
  - A dal különleges változatát, az Oszaka Lover (Special Edition for USJ)-t a Universal Studios Japan Hollywood Dream: The Ride nevű hullámvasútjának a dalaként is használták.
2. The First Day Without You (Japanese Version)
(szöveg: Josida Miva, Jeff Coplan / fordítás: Josida Miva / zene: Josida Miva, Jeff Coplan, Nakamura Maszato)
  - A dalt a japán AXN televízióadó CSI: New York-i helyszínelők közvetítésének első évadának zárófőcím dalaként is felhasználták.

## Közreműködők
Oszaka Lover
- Dreams Come True

- Josida Miva: ének, háttérének
- Nakamura Maszato: basszus szintetizátor, az összes hangszert (zongora, vonósok, fúvósok, szintetizátorok, dobok, ütősök) a MIDI System vette fel

- Mutó Josiaki: elektromos gitár
- Mitsu Kurano: az oszakai nyelvjárás felügyelője

The First Day Without You (Japanese Version)
- Dreams Come True

- Josida Miva: ének, háttérének
- Nakamura Maszato: elektromos basszusgitár, az összes hangszert (kiegészítő dobok, ütősök) a MIDI System vette fel

- Doug Petty: akusztikus zongora, szintetizátor
- Dan Petty: elektromos gitár
- Adam Rogers: akusztikus gitár, elektromos gitár
- Nir Z.: dobok
- Bashiri Johnson: ütősök

- Felvételek: Okamura Gen (Starchild Studio, Tokió), Ed Tuton (Electric Lady Studio, New York)
- Hangkeverés: Ed Tuton (Sony Music Studios, New York)
- Maszterelés: Vlado Meller (Sony Music Studios, New York)
- Mérnöksegéd: Dan Tobiason (Sony Music Studios, New York)

## Albumok
- And I Love You (#1, Album Edition)
- Dreams Come True Greatest Hits: The Soul 2 (#1)
- Love Overflows: Asian Edition (#2, az eredeti, angol nyelvű változat)

## Feldolgozások
- ManaKana (2009, a Futari uta 2 albumon)
- Numakura Manami, Hara Jumi, Aszakura Azumi (2012, a The Idolmaster Station!!! Nouvelle Vague albumon)
- Scandal (2014, a Vatasi to Dorikamu: Dreams Come True 25th Anniversary Best Covers albumon)